# Prades (Ariège)
Prades – miejscowość i gmina we Francji, w regionie Oksytania, w departamencie Ariège.
Według danych na rok 2010 gminę zamieszkiwało 47 osób, a gęstość zaludnienia wynosiła 1 osoby/km².